# Негоєшть (Прахова)
Негоєшть, Негоєшті (рум. Negoiești) — село у повіті Прахова в Румунії. Входить до складу комуни Бразь.
Село розташоване на відстані 49 км на північ від Бухареста, 8 км на південний захід від Плоєшті, 91 км на південь від Брашова.

## Населення
За даними перепису населення 2002 року у селі проживала 1851 особа, усі — румуни. Усі жителі села рідною мовою назвали румунську.